# Eilithyia insularis
Eilithyia insularis är en insektsart som beskrevs av William Lucas Distant 1912. Eilithyia insularis ingår i släktet Eilithyia och familjen Tropiduchidae. Inga underarter finns listade i Catalogue of Life.